# Szara Ścianka

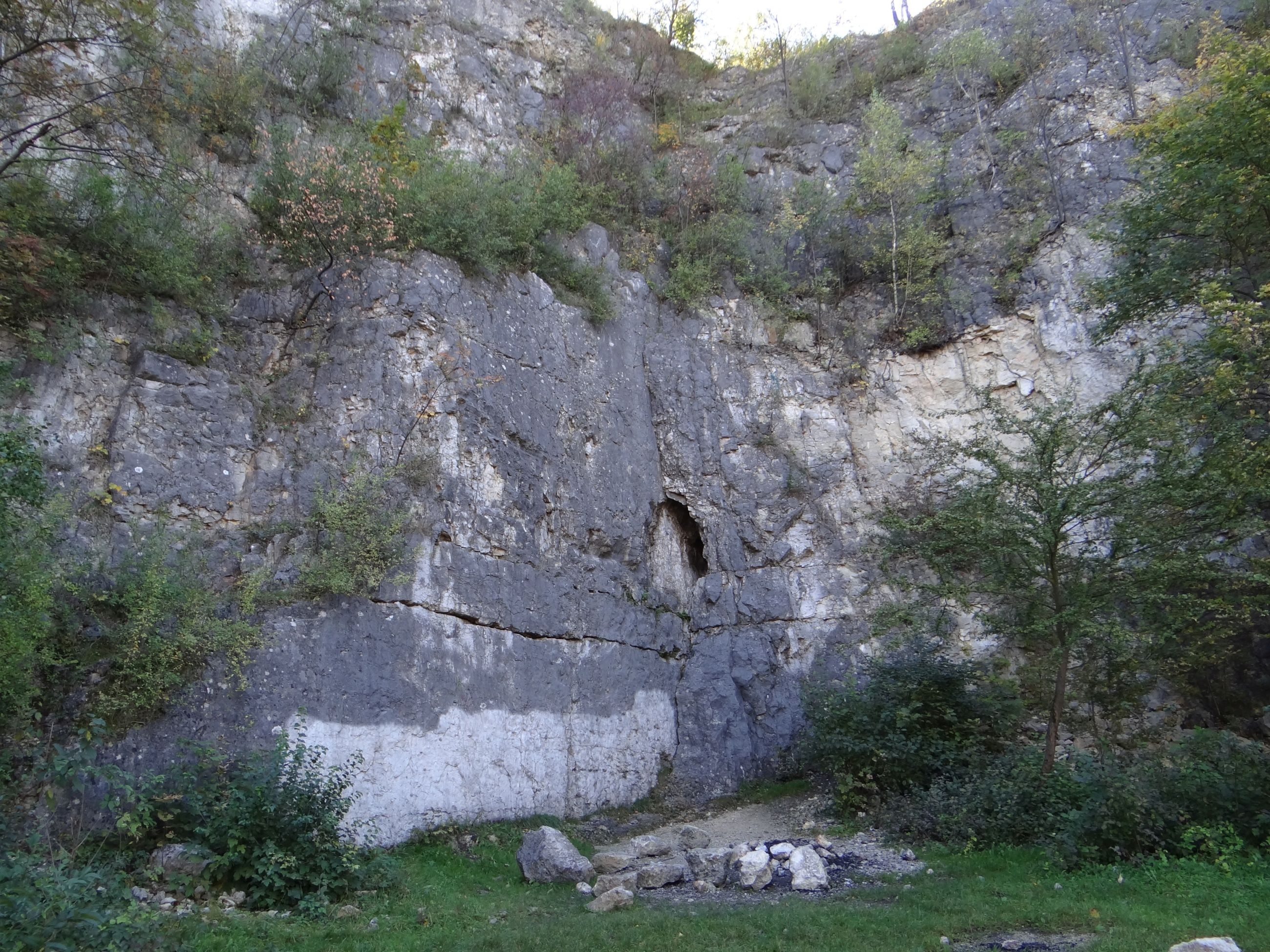

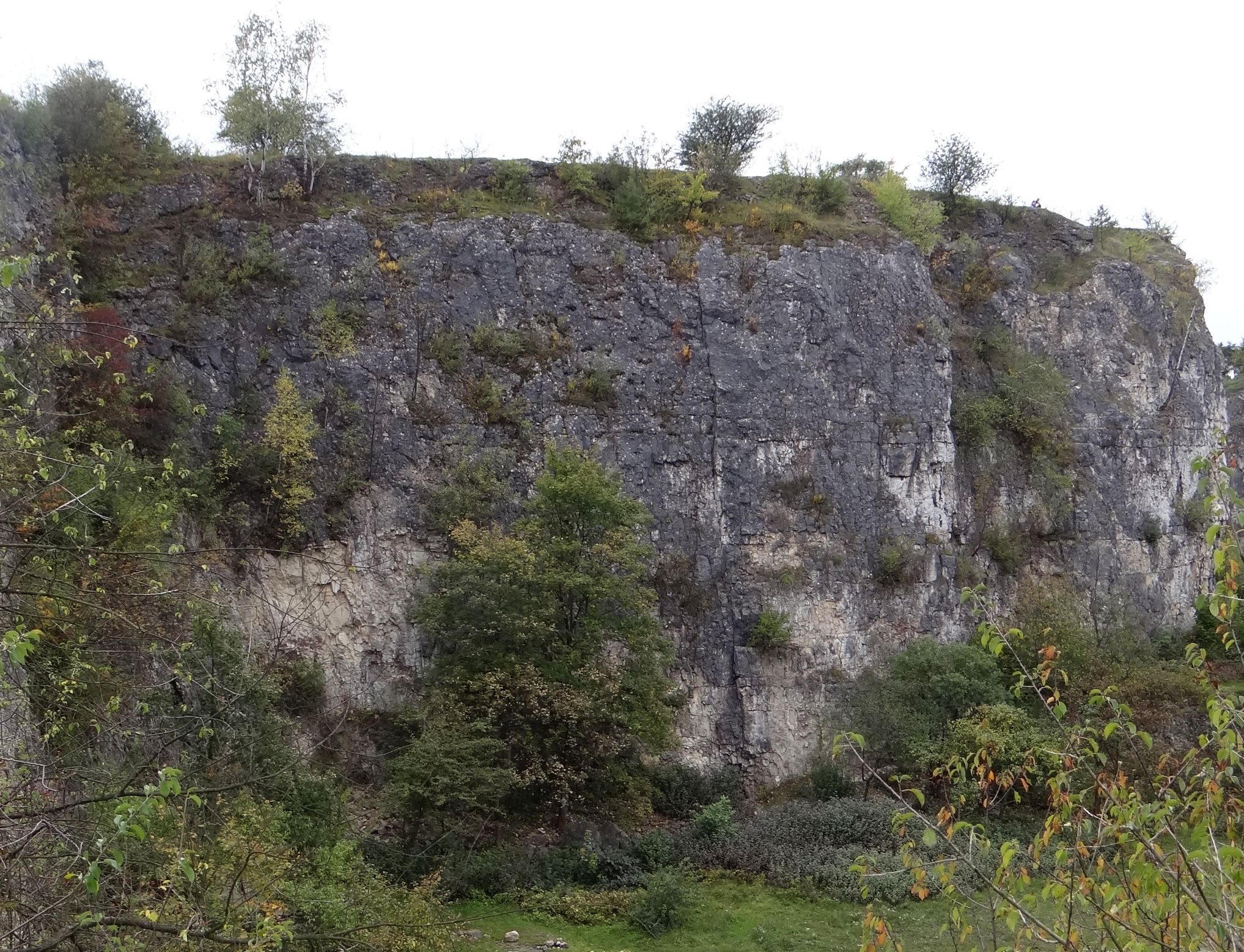

Szara Ścianka – część muru skalnego w północno-wschodniej części Krzemionek Zakrzowskich (Zakrzówka) w Dzielnicy VIII Dębniki w Krakowie. Uprawiana jest na nim wspinaczka skalna. Mur znajduje się na terenie uroczyska Skałki Twardowskiego będącego jednym z terenów rekreacyjnych Krakowa. Wspinanie odbywa się tutaj na skałach będących pozostałością dawnego kamieniołomu Kapelanka. Szara Ścianka znajduje się w odcinku muru o długości około 50 m pomiędzy Babą Jagą i Freneyem. Duże połacie ciemnoszarego nalotu na powierzchni ściany to miejsca w skale wysycone delikatnymi pyłkami siarczków. Powstały on prawdopodobnie pod wpływem wód wysyconych siarkowodorem lub wyziewów siarkowodoru.
Zakrzówek to historyczny rejon wspinaczkowy, wspinano się tutaj już ponad 100 lat temu. Wspinała się tutaj czołówka krakowskich wspinaczy w latach 70. i 80. XX wieku. Szara Ścianka ma wysokość do 10 m, ściany pionowe o wystawie północno-zachodniej. Do 2019 roku wspinacze poprowadzili na niej 8 dróg wspinaczkowych o trudności od IV do VI.5+ w skali polskiej. Wszystkie mają zamontowane punkty asekuracyjne w postaci ringów (r) i stanowisk zjazdowych (st).
Szara Ścianka znajdowała się na terenie otwartym, w 2019 roku jednak plac przed nią częściowo już zarósł drzewami.

## Drogi wspinaczkowe
1. Kant Szarej Ścianki; VI+, 10 m (4r + st),
2. Lewa Szara Ścianka; VI.1+, 10 m (4r + st),
3. Środek Szarej Ścianki; V, 10 m (5r + st),
4. Prawa Szara Ścianka; VI, 10 m (5r + st),
5. Szalony Johny; VI.2+, 10 m (5r + st),
6. Bardzo prawa Szara Ścianka; VI.1, 10 m (4r + st),
7. Przez grotkę; V, 10 m (1r + st),
8. Filarek nad grotką; IV, 10 m (4r+st)[4].

W Zacięciu Szarej Ścianki znajduje się Jaskinia Musza.